# Bruno Bettelheim
Bruno Bettelheim (Wenen, 28 augustus 1903 – Silver Spring, 13 maart 1990) was een Joods-Amerikaanse schrijver en kinderpsycholoog. Na het overlijden van zijn vader moest hij zijn universiteitsstudie afbreken om de familiezaak over te nemen. Na tien jaar pikte hij zijn studie echter weer op, studeerde af in de filosofie en schreef een dissertatie over de kunstgeschiedenis. Hij had een levenslange passie voor de psychologie, maar heeft het vak nooit formeel gestudeerd.

## Leven
Bettelheim werd geboren in Oostenrijk, waar hij filosofie studeerde. Hij promoveerde op een proefschrift over esthetica. Hij onderging psychoanalyse bij de Weense psychoanalist Richard Sterba.
Als Oostenrijkse jood zat Bettelheim in 1938 en 1939 gevangen in de concentratiekampen Dachau en Buchenwald. Voor het begin van de Tweede Wereldoorlog was het echter mogelijk om uit die kampen te worden vrijgekocht en zo kwam Bettelheim weer op vrije voeten. In 1939 vertrok hij naar de Verenigde Staten, waar hij in 1944 genaturaliseerd werd. Hij wist een positie te bemachtigen als professor in de psychologie en doceerde dit vak aan de Universiteit van Chicago van 1944 tot zijn emeritaat in 1973.
Gedurende het belangrijkste deel van zijn loopbaan was Bettelheim directeur van de Orthogenische School van de Universiteit van Chicago, een instituut voor kinderen met emotionele problemen. Hij schreef boeken over de normale en abnormale psychologie van kinderen. In zijn boek The Uses of Enchantment (Het nut van sprookjes) relateert hij sprookjes aan strikte freudiaanse psychologie.
Tegen het eind van zijn leven leed Bettelheim aan klinische depressies. In 1990, zes jaar nadat zijn echtgenote aan kanker overleed, pleegde hij zelfmoord.

## Een filmrol
Bruno Bettelheim nam een uitnodiging van Woody Allen aan om als zichzelf mee te spelen in Allens film Zelig (1983).

### Voornaamste werken
- 1943 Individual and Mass Behavior in Extreme Situations, Journal of Abnormal and Social Psychology, 38: 417-452.
- 1950 Love Is Not Enough: The Treatment of Emotionally Disturbed Children, Free Press, Glencoe, Ill.
- 1954 Symbolic Wounds; Puberty Rites and the Envious Male, Free Press, Glencoe, Ill.
- 1955 Truants From Life; The Rehabilitation of Emotionally Disturbed Children, Free Press, Glencoe, Ill.
- 1959 Joey: A 'Mechanical Boy, Scientific American, 200, March 1959: 117-126 (over een jongetje dat gelooft dat hij een robot is.)
- 1960 The Informed Heart: Autonomy in a Mass Age, The Free Press, Glencoe, Ill.
- 1962 Dialogues with Mothers, The Free Press, Glencoe, Ill.
- 1967 The Empty Fortress: Infantile autism and the birth of the self, The Free Press, New York
- 1969 The Children of the Dream, Macmillan, London & New York (over het opvoeden van kinderen op een kibboets.)
- 1974 A Home for the Heart, Knopf, New York (over Bettelheim's Orthogenische School bij de Universiteit van Chicago voor schizofrene and autistische kinderen.)
- 1976 The Uses of Enchantment: The Meaning and Importance of Fairy Tales, Knopf, New York; vertaald als Het nut van sprookjes, De Bezige Bij, Amsterdam 1980.
- 1979 Surviving and Other Essays, Knopf, New York (Bevat het essay The Ignored Lesson of Anne Frank)
- 1982 On Learning to Read: The Child's Fascination with Meaning (met Karen Zelan), Knopf, New York
- 1982 Freud and Man's Soul, Knopf, New York
- 1987 A Good Enough Parent: A book on Child-Rearing, Knopf, New York
- 1990 Freud's Vienna and Other Essays, Knopf, New York

### Kritische beschouwingen van Bettelheim
- Angres, Ronald: "Who, Really, Was Bruno Bettelheim?", Commentary, 90, (4), October 1990: 26-30.
- Bersihand, Geneviève : Bettelheim, R. Jauze, Champigny-sur-Marne, 1977.
- Eliot, Stephen: Not the Thing I Was: Thirteen Years at Bruno Bettelheim's Orthogenic School, St. Martin's Press, 2003.
- Frattaroli, Elio: "Bruno Bettelheim's Unrecognized Contribution to Psychoanalytic Thought", Psychoanalytic Review, 81:379-409, 1994.
- Heisig, James W.: "Bruno Bettelheim and the Fairy Tales", Children's Literature, 6, 1977: 93-115.
- Krumenacker, Franz-Josef: Bettelheim: Grundpositionen seiner Theorie und Praxis, Reinhardt/UTB für Wissenschaft, München, 1998.
- Marcus, Paul: Autonomy in the Extreme Situation. Bruno Bettelheim, the Nazi Concentration Camps and the Mass Society, Praeger, Westport, Conn., 1999.
- Pollak, Richard: The Creation of Dr. B: A Biography of Bruno Bettelheim, Simon & Schuster, New York, 1997.
- Raines, Theron: Rising to the Light: A Portrait of Bruno Bettelheim, Knopf, New York, 2002.
- Sutton, Nina: Bruno Bettelheim: The Other Side of Madness, Duckworth Press, London, 1995. (Door David Sharp uit het Frans vertaald, samen met de auteur. Later verschenen onder de titel Bruno Bettelheim, a Life and a Legacy.)
- Zipes, Jack: "On the Use and Abuse of Folk and Fairy Tales with Children: Bruno Bettelheim's Moralistic Magic Wand", in Zipes, Jack: Breaking the Magic Spell: Radical Theories of Folk and Fairy Tales, University of Texas Press, Austin, 1979.
- Richard Bernstein: "Ideas & Trends; Accusations of Abuse Haunt the Legacy of Dr. Bruno Bettelheim", New York Times, 4 november 1990: "The Week in Review" section.

- Bibsys: 90057923
- Biblioteca Nacional de España: XX845105
- Bibliothèque nationale de France: cb11891854x (data)
- Catàleg d'autoritats de noms i títols de Catalunya: 981058514314006706
- CiNii: DA00343324
- Digitale Bibliotheek voor de Nederlandse Letteren: bett011
- Gemeinsame Normdatei: 118510398
- International Standard Name Identifier: 0000 0001 0915 0839
- Library of Congress Control Number: n79112337
- Nationale Bibliotheek van Letland: 000013343
- Mathematics Genealogy Project: 156020
- Bibliotheek van het Japanse parlement: 00433204
- Nationale Bibliotheek van Tsjechië: jn20000600845
- Nationale bibliotheek van Australië: 36111229
- Nationale Bibliotheek van Israël: 987007258775005171
- Nationale Bibliotheek van Polen: a0000001178247
- Nationale en Universitaire bibliotheek Zagreb: 000037144
- Nederlandse Thesaurus van Auteursnamen: 069574103
- Réseau des bibliothèques de Suisse occidentale: 02-A003001869
- Istituto Centrale per il Catalogo Unico: CFIV007255
- LIBRIS: 206165
- SNAC: w68w3v6f
- Système universitaire de documentation: 027839672
- Virtual International Authority File: 73850092
- WorldCat: E39PBJgCQQ3fKbfCgfpXfXCqQq